# 13125 Tobolsk
13125 Tobolsk este un asteroid din centura principală de asteroizi.

## Descriere
13125 Tobolsk este un asteroid din centura principală de asteroizi. A fost descoperit pe 10 august 1994 la Observatorul La Silla de Eric Walter Elst. El prezintă o orbită caracterizată de o semiaxă mare de 2,68 ua, o excentricitate de 0,01 și o înclinație de 9,2° în raport cu ecliptica.